# The Da Vinci Code (film)
The Da Vinci Code is de verfilming uit 2006 van het gelijknamige boek, geschreven door Dan Brown.
Deze samenzweringsthriller werd geregisseerd door Ron Howard en kwam wereldwijd in mei 2006 in de filmzalen. De hoofdrollen worden gespeeld door Tom Hanks (Robert Langdon), Audrey Tautou (Sophie Neveu) en Ian McKellen (Sir Leigh Teabing).

## Opnamen
Het Louvre in Parijs gaf de filmcrew de toestemming in het museum te filmen; Westminster Abbey deed dat echter niet, zodat de scènes die zich er in het boek afspelen in andere kerken zijn opgenomen, namelijk de Lincoln Cathedral in Lincoln en de Winchester Cathedral in Winchester.
Ook werden er opnamen gemaakt in Groot-Brittannië (in Londen de Temple Church en het Burghley House), Frankrijk en Duitsland.
Veel van de scènes in gebouwen werden opgenomen in de Pinewood Studios.

## Het verhaal
De film begint wanneer de museumbewaarder van het Louvre, Jacques Saunière, wordt vermoord door een lid van een sekte. In zijn laatste minuten maakt Saunière een afbeelding met gebruik van zijn lichaam en bloed die een schets van Leonardo da Vinci vormt. Zodra professor Robert Langdon in het Louvre arriveert, maakt hij kennis met Sophie, de kleindochter van Saunière. Samen proberen zij de mysterieuze moord en de aanwijzing die Saunière probeerde te geven te achterhalen. Na de aanwijzingen te volgen vinden ze een fleur de lis met een straatnaam erop. Als ze bij het juiste adres komen blijkt het een bank te zijn. De fleur de lis stoppen ze in een computer die hen een kist geeft. In de kist zit een cryptex. Uiteindelijk blijkt Sophie afstammeling te zijn van Jezus Christus.

## Kritiek
De première van de film vond plaats op het filmfestival in Cannes. Daar werd de film door de aanwezige filmcritici lauw ontvangen. De film zou te ingewikkeld zijn, te gehaast en moeilijk te begrijpen voor mensen die het boek niet hadden gelezen. Tijdens een cruciaal moment aan het einde van de film barstte de zaal in lachen uit op het moment dat professor Langdon cryptologe Neveu vertelde dat zij de laatst levende afstammeling van Jezus Christus is.

## Opbrengsten
De film was wereldwijd goed voor 224 miljoen dollar (186 miljoen euro) aan bioscoopkaartjes. Volgens de verwachtingen zou de film in de Verenigde Staten en Canada de eerste drie dagen goed zijn voor 50 tot 80 miljoen dollar. Dat werden er 77 miljoen. De film kwam daarmee op de tweede plek op de ranglijst van best openende films.
In Nederland debuteerde de film op #1 en had in de eerste week al € 2.249.322 opgebracht.

## Trivia
- Brown en zijn vrouw maakten samen een cameo in de film, ze kunnen worden gezien op de achtergrond van de signeersessie van Robert Langdon.

## Rolverdeling
| Acteur                    | Personage                                       |
| ------------------------- | ----------------------------------------------- |
| Tom Hanks                 | Robert Langdon                                  |
| Audrey Tautou             | Sophie Neveu                                    |
| Ian McKellen              | Sir Leigh Teabing                               |
| Alfred Molina             | Bisschop Aringarosa                             |
| Jürgen Prochnow           | André Vernet                                    |
| Paul Bettany              | Silas, de albino                                |
| Jean Reno                 | Bezu Fache                                      |
| Etienne Chicot            | Lt. Collet                                      |
| Jean-Pierre Marielle      | Jacques Saunière, de conservator van het Louvre |
| Clive Carter              | Detective Chief Inspector (Biggin Hill)         |
| Seth Gabel                | Cleric                                          |
| Jean-Yves Berteloot       | Remy                                            |
| Marie-Françoise Audollent | Zuster Sandrine                                 |